# 금구중학교 (전북)
금구중학교(金溝中學校)는 대한민국 전북특별자치도 김제시 금구면 금구리에 있는 공립 중학교이다.

## 학교 연혁
- 1971년 3월 3일 : 금구중학교 개교
- 2005년 9월 1일 : 금구 초·중학교 통합
- 2024년 2월 7일 : 중등 제51회 졸업식(졸업생 33명, 총 졸업생 누계 6,658명)
- 2024년 3월 1일 : 통합 제7대 김숙(중) 교장 부임

## 참고 자료
- 금구중학교 - 한국교육학술정보원 학교알리미